# Pałac Rumiancewów i Paskiewiczów w Homlu
Pałac Rumiancewów i Paskiewiczów w Homlu (biał. Палац Румянцавых – Паскевічаў, ros. Дворец Румянцевых-Паскевичей) – zabytek architektury z XVIII–XIX wieku i główna atrakcja turystyczna Homla.

## Historia
W miejscu obecnego pałacu od XVI do XVIII wieku znajdował się zamek.
Pałac został wzniesiony w latach 1777–1796 przez rosyjskiego pułkownika Piotra Rumiancewa-Zadunajskiego – właściciela Homla podarowanego mu po I rozbiorze Polski przez Katarzynę II ("для увеселения", czyli "dla rozrywki"). Projekt kompleksu wykonał Iwan Starow (autor m.in. pałacu Taurydzkiego, soboru Kazańskiej Ikony Matki Bożej i ławry Aleksandra Newskiego w Petersburgu).
Zabytek jest dwupiętrowym budynkiem postawionym na wysokiej podmurówce, zakończony belwederem w kształcie sześcianu z wielką kopułą. Pierwotne wnętrze budynku było utrzymane w stylu wczesnego klasycyzmu, a ozdobą fasady były portyki kolumny korynckie. Na pierwszym piętrze mieściły się wyłącznie pomieszczenia wizytowe, na drugim – pokoje mieszkalne; podmurówka była wykorzystywana dla celów gospodarczych.
Po śmierci Rumiancewa pałac odziedziczył jego syn – dyplomata, mecenas i działacz państwowy Nikołaj Rumiancew. W 1834 kompleks został sprzedany za 800 tys. rubli Iwanowi Paskiewiczowi, który przeprowadził gruntowną przebudowę pałacu i kazał rozplanować park. W latach 1842–1922 przed pałacem stał wywieziony z Warszawy pomnik księcia Józefa Poniatowskiego, po traktacie ryskim zwrócony Polsce przez władze radzieckie.
Do Paskiewicza należała wielka kolekcja antyków, map, książek – duża jej część była przechowywana w pałacu (obecnie w muzeum można obejrzeć 300 przedmiotów z kolekcji feldmarszałka). Po śmierci Paskiewicza nieruchomość przejął jego syn Teodor (Fiodor) z małżonką Iriną. Po rewolucji październikowej pałac został upaństwowiony i przekazany muzeum krajoznawczemu w Homlu. Irinę Paskiewiczową przeniesiono do małego mieszkania na terenie miasta.
Zniszczony w czasie II wojny światowej obiekt odbudowano po wojnie i przeznaczono na muzeum i pałac Pionierów; od czasu uzyskania przez Białoruś niepodległości budynek jest w całości wykorzystywany do celów muzealnych. Przywrócono mu wygląd wnętrz z XVIII i XIX wieku.
Do czasów rewolucji pałac zdobiło 6 rzeźb antycznych bogów, zostały one ponownie ustawione w 2006.

## Kaplica grobowa Paskiewiczów
Została zbudowana w stylu pseudoruskim w latach 1870–1889 przez architekta N. Czerwińskiego. Pochowano w niej szczątki rodziny Paskiewiczów. Po 1864 roku zostały tu przeniesione z Iwanogrodu (Dęblina) zwłoki Iwana Paskiewicza.

## Galeria

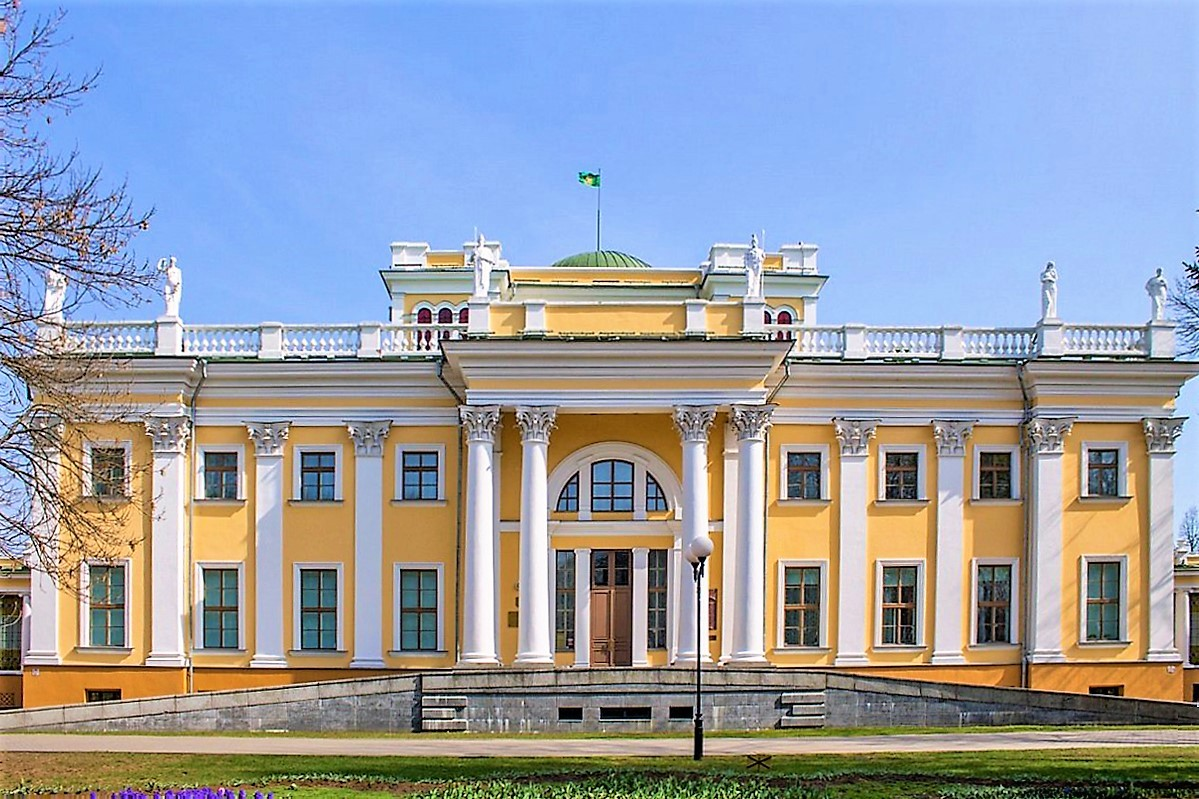
Centralna część pałacu
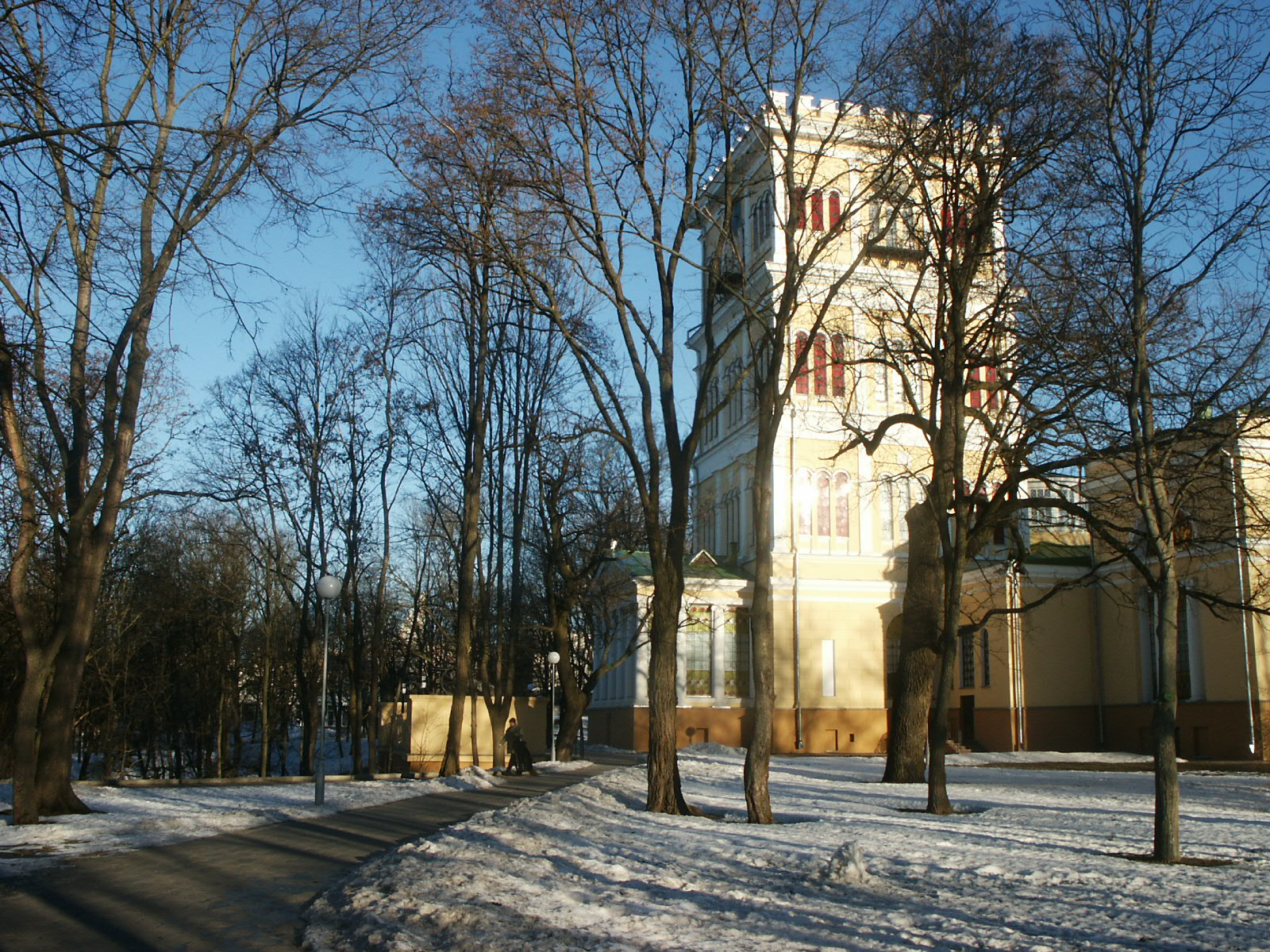
Południowa baszta pałacu
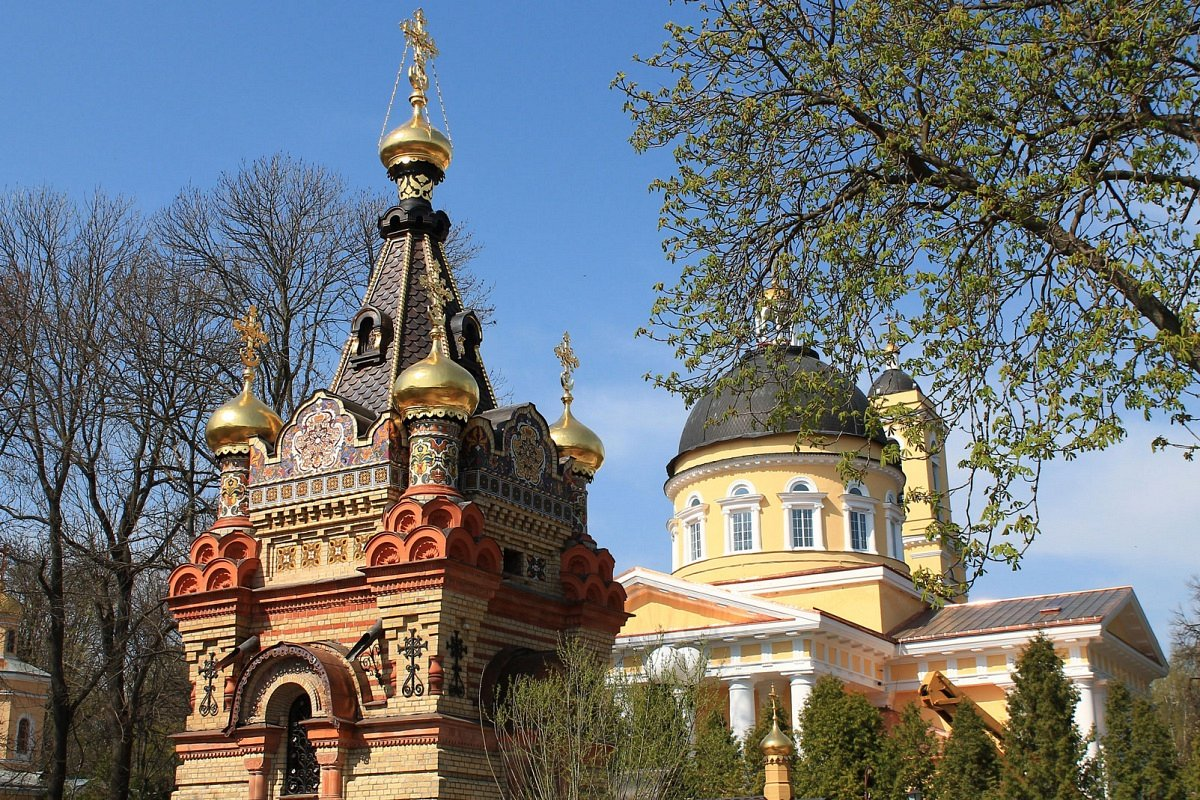
Kaplica grobowa Paskiewiczów